# Bärby Korsväg
Bärby Korsväg är en väg i småorten Bärby i stadsdelen Säve på Hisingen i Göteborg, som sträcker sig mellan Kongahällavägen och Svensbyvägen. Vägen är cirka 650 meter lång.

## Historia
Området kring Bärby Korsväg har tidigare varit en korsning och har i alla tider varit en mötesplats för människor. När området var norskt, det vill säga före 1658, låg korsningen precis nedanför Bärby tingsplats, vilket kan ha varit en bidragande orsak till att flera vägar möttes just här.

### Modern tid
Idag finns en bensinstation invid rondellen Kongahällavägen/Tuvevägen. Bensinstationen var tidigare bemannad, men stationsbyggnaden revs 2010 och en närliggande pizzeria något år efteråt. Buss 35 och 37 från centrala Hisingen stannar här, liksom buss 36 mellan Säve station och Skra bro. Dessutom stannar flera busslinjer mot Kärna och Tjuvkil här.
2015–2016 byggdes korsningen Kongahällavägen/Tuvevägen om till rondell av Trafikverket, främst eftersom den var starkt olycksdrabbad. Samtidigt byggdes en gång- och cykelväg genom rondellen längs Tuvevägen, vilken förbinder GC-vägen genom Säve samhälle med GC-vägen söder om Hisingsleden/Norrleden. Detta har gjort att det nu går att cykla och promenera från Säve samhälle in till centrala Göteborg utan att beblanda sig med biltrafiken.